# Bundesstraße 278
De Bundesstraße 278 is een 39 kilometer lange Bundesstraße in de Duitse deelstaten Beieren, Hessen en Thüringen.
De weg loopt van Bischofsheim an der Rhön via Hilders naar Buttlar.

## Routebeschrijving
Beieren
De B278 begint in Bischofsheim an der Rhön op een kruising met de Bundesstraße 279 en kruist de deelstaatgrens met Hessen.
Hessen
De weg loopt door Ehrenberg waar de B284 aansluit, door Hilders waar de B458  aansluit  en Tann. Ten noorden van Tann ligt de deelstaatgrens met Thüringen.
Thüringen
De B284 loopt nog  door Motzlar, Schleid en Geisa naar Buttlar waar hij eindigt op een kruising met de B84.

## Geschiedenis
Er is weinig bekend over de aanleggeschiedenis van de B284. De weg voert over een 815 meter hoge bergpas.

## Verkeersintensiteiten
In 2010 reden dagelijks 2.000 voertuigen over de B284.
B1 · B2 · B4 · B6 · B6n · B7 · B19 · B27 · B62 · B71 · B71n · B79 · B80 · B81 · B84 · B85 · B86 · B87 · B88 · B89 · B90 · B91 · B92 · B93 · B94 · B95 · B96 · B97 · B98 · B99 · B100 · B101 · B107 · B115 · B156 · B169 · B170 · B171 · B172 · B172a · B172b · B173 · B174 · B175 · B176 · B178 · B180 · B181 · B182 · B183 · B183a · B184 · B185 · B186 · B187 · B187a · B188 · B189 · B190 · B190n · B242 · B243 · B244 · B245 · B245a · B246 · B246a · B247 · B248 · B248a · B249 · B250 · B278 · B280 · B281 · B282 · B283 · B285
B2 · B2a · B2R · B3 · B4 · B4R · B8 · B10 · B11 · B12 · B13 · B13n · B14 · B15 · B15n · B16 · B17 · B18 · B19 · B20 · B21 · B22 · B23 · B25 · B26 · B26a · B27 · B28 · B28a · B29 · B30 · B31 · B31a · B32 · B33 · B33a · B34 · B35 · B36 · B37 · B38 · B38a · B39 · B44 · B45 · B47 · B85 · B89 · B131n · B173 · B276 · B278 · B279 · B285 · B286 · B287 · B289 · B290 · B291 · B292 · B293 · B294 · B295 · B296 · B297 · B298 · B299 · B300 · B301 · B302 · B303 · B304 · B305 · B306 · B307 · B308 · B309 · B310 · B311 · B312 · B313 · B314 · B315 · B316 · B317 · B318 · B319 · B340 · B378 · B388 · B415 · B425 · B426 · B462 · B463 · B464 · B465 · B466 · B467 · B468 · B469 · B470 · B471 · B472 · B491 · B492 · B500 · B505 · B512 · B523 · B532 · B533 · B535 · B588 · B999